# Haplochromis insidiae
Haplochromis insidiae là một loài cá thuộc họ Cichlidae.
Nó được tìm thấy ở Cộng hòa Dân chủ Congo và Rwanda. Môi trường sống tự nhiên của chúng là hồ nước ngọt.